# Michael Vicéns
Pour les articles homonymes, voir Vicens.
Michael Vicéns, né le 21 janvier 1956, à Ponce, à Porto Rico, est un ancien joueur portoricain de basket-ball. Il évolue durant sa carrière au poste d'ailier.

## Palmarès
- Finaliste des Jeux panaméricains de 1979